# Ар'є (фільм)
«Ар'є» — спільний російсько-литовсько-ізраїльський художній фільм режисера Романа Качанова 2004 року.

## Короткий зміст
Це вигадана історія, в якій переплітаються дві сюжетні лінії: одна — сучасна, а інша — часів Другої світової війни. Відомий лікар на прізвище Ар'є дізнається, що смертельно хворий, і відправляється в Ізраїль, щоб зустрітися там з Сонею, своїм першим коханням, з якою ховався в роки війни на литовському хуторі, а потім розлучився на десятиліття. І при їх нової зустрічі з'ясовується, що вони все ще люблять один одного.

## У ролях
- Єжи Штур — Ар'є
- Сандра Саде — Соня
- Юозас Будрайтіс
- Артемій Троїцький
- Гарік Сукачов — ангел Ар'є
- Ангеліна Чернова — Ольга
- Андрій Васильєв — ангел Соні
- Віра Іванко — Соня в дитинстві

## Знімальна група
- Режисер: Роман Качанов
- Сценаристи:
  - Олександр Гельман
  - Роман Качанов
- Оператор: Микола Немоляєв
- Композитор: В'ячеслав Ганелін